# Ira Hayes
Ira Hamilton Hayes (ur. 12 stycznia 1923 w Sacaton w stanie Arizona, zm. 24 stycznia 1955 w Bapchule w stanie Arizona) – amerykański żołnierz United States Marine Corps, pochodzący z plemienia Indian Pima, bohater II wojny światowej. Jeden z sześciu żołnierzy uwiecznionych 23 lutego 1945 przez fotografa Joego Rosenthala, podczas tzw. drugiego zatknięcia amerykańskiej flagi nad Suribachi (najwyższym szczytem wyspy Iwo Jima), mającego miejsce w trakcie rozpoczętej 19 lutego inwazji wojsk amerykańskich na wyspę. Zmarły przedwcześnie wskutek stresu wywołanego sławą wojenną i powojennych problemów z przystosowaniem się do życia w ubogim rezerwacie. 

## Żołnierz – bohater
Pochodził z biednej rodziny indiańskich rolników z niewielkiego plemienia Pima z Arizony. Ukończył dwie klasy szkoły średniej. Po wybuchu II wojny światowej, by wyrwać się z rezerwatu oraz pomóc rodzinie i krajowi, 26 sierpnia 1942 zgłosił się na ochotnika do korpusu marines. W czasie służby w wojsku wziął udział w trzech dużych bitwach na Pacyfiku.
Wojenne zdjęcie Joego Rosenthala, na które trafił po bitwie na Iwo Jimie, uhonorowane zostało Nagrodą Pulitzera i zamieszczone na amerykańskim znaczku pocztowym z 11 lipca 1945. Gdy jako jeden z zaledwie pięciu pozostałych przy życiu członków 45–osobowego plutonu (dwaj inni żołnierze ze zdjęcia, którzy ocaleli to Rene Gagnon i John Bradley), został odwołany przez prezydenta Harry'ego Trumana do kraju i obwołany bohaterem narodowym, znalazł się w roli, w której – jako skromny i bardziej dumny z poległych towarzyszy broni Indianin – odnajdywał się z trudem. Nieustannie fetowany i wielokrotnie częstowany alkoholem – popadł w uzależnienie.
Próbował uciec od sławy i nałogu, powracając do rodzinnego rezerwatu w Arizonie, ale i tam przybywali ludzie, którzy chcieli zobaczyć „Indianina, który zatknął flagę” – i zwykle także napić się z nim. Uhonorowany ponownie hucznym przyjęciem przez prezydenta Dwighta Eisenhowera, krytycznie i z rezygnacją przyjmował nienależne mu – jego zdaniem – zaszczyty. Z czasem jego wojenne zasługi zaczęły tracić na znaczeniu, a on sam musiał się zmierzyć z twardymi realiami życia w ubogiej społeczności tubylczych Amerykanów, otoczonej przez nieprzychylnych „indiańskim darmozjadom” białych sąsiadów. Nigdy się nie ożenił. Za to często – jak wielu podobnych mu „zwykłych Indian” – trafiał do aresztu za pijaństwo w miejscach publicznych i włóczęgostwo. Pozbawiony pomocy państwa, za które walczył, bez stałej pracy i perspektyw, rozżalony, wyśmiewany i dyskryminowany przez otoczenie, coraz bardziej pogrążał się w nałogu i beznadziei.
W 1954 uczestniczył w ceremonii odsłonięcia zaprojektowanego przez Felixa de Weldona pomnika ku czci bohaterskich żołnierzy Korpusu Piechoty Morskiej, w tym tych z Iwo Jimy, wzniesionego w Arlington pod Waszyngtonem.
Dziesięć miesięcy później znaleziono go martwego w pobliżu domu w rezerwacie. Przy zwłokach były ślady krwi i wymiocin. Koroner orzekł, że śmierć nastąpiła z powodu wychłodzenia organizmu i zatrucia alkoholem. Zdaniem rodziny nie jest wykluczone, że do tragedii przyczyniła się także wcześniejsza bójka podczas gry w karty, ale śledztwa w tej sprawie nie przeprowadzono. 2 lutego 1955 Hayes został pochowany na Cmentarzu Narodowym w Arlington.

## Ofiara – symbol
Zmarły w wieku zaledwie 32 lat Ira Hayes stał się jednym z symboli pokolenia weteranów, które miało problemy z odnalezieniem się w powojennej rzeczywistości oraz przykładem tragicznego losu wielu amerykańskich Indian, pozbawionych ekonomicznych perspektyw w rezerwatach, społecznego zrozumienia poza nimi i rządowego wsparcia w trudnej sytuacji. 
W latach 60. XX w. indiański artysta muzyk Peter LaFarge poświęcił mu folkową balladę The Ballad of Ira Hayes – protest song spopularyzowany później przez Johnny'ego Casha. 1 listopada 1986 w pobliżu grobu Hayesa na Cmentarzu Narodowym w Arlington odsłonięto pierwszy pomnik upamiętniający tubylczych weteranów Sił Zbrojnych Stanów Zjednoczonych, a przed marmurowym pomnikiem zasadzono pamiątkową topolę i umieszczono brązową tablicę z napisem: „Indiańskim Wojownikom – Weteranom Ery Wietnamu – Tubylcy Ameryki”.

## Film
- Outsider (1961) – biograficzny film z Tonym Curtisem grającym rolę Hayesa
- Sztandar chwały (2006)